# Fabio De Masi

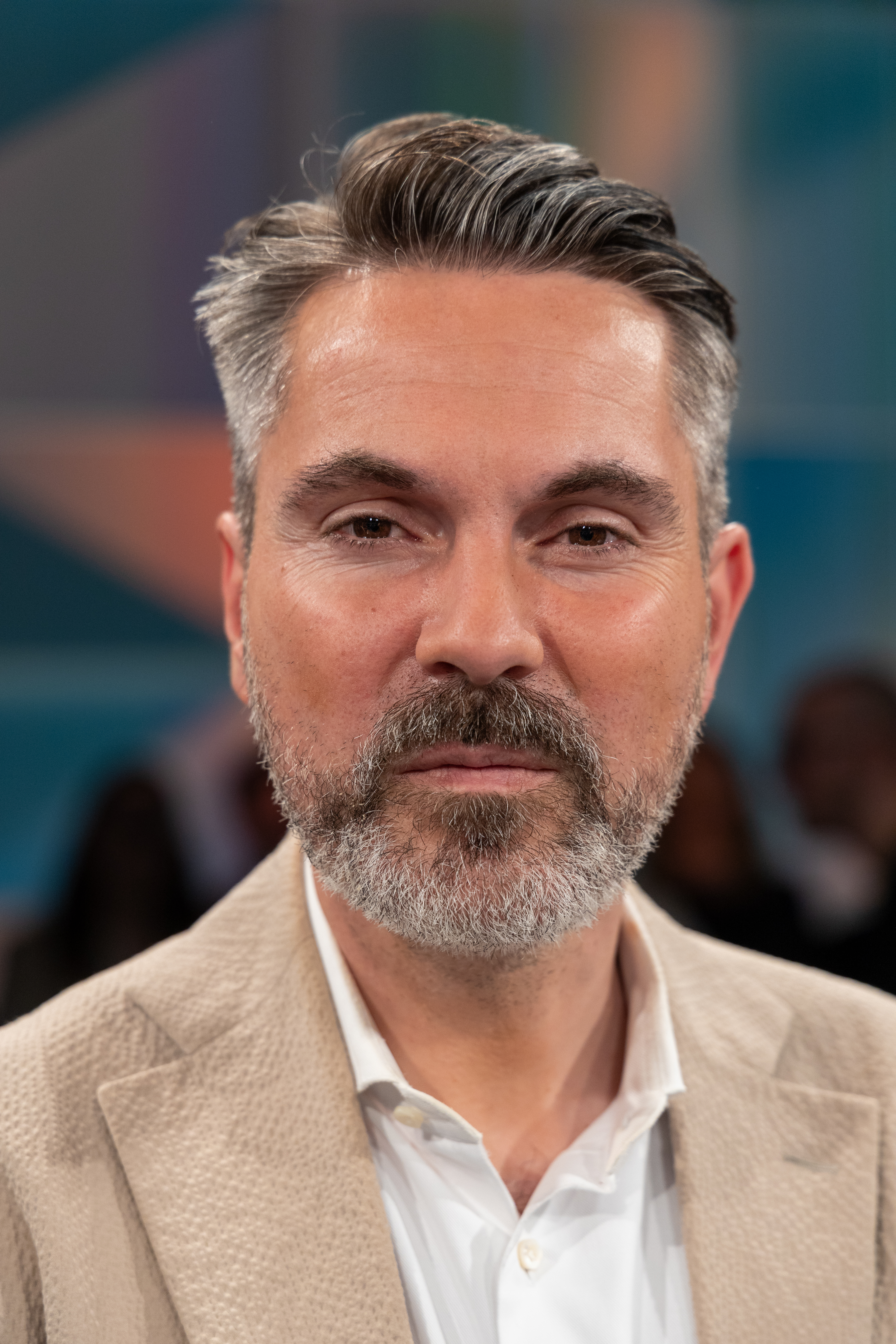
Fabio De Masi (2024)

Fabio Valeriano Lanfranco De Masi (* 7. März 1980 in Groß-Gerau) ist ein deutscher Politiker (BSW, zuvor Die Linke) und seit Juli 2024 Mitglied des Europäischen Parlaments, dem er bereits von 2014 bis 2017 angehörte. Ferner war er von 2017 bis 2021 Mitglied des Deutschen Bundestages und dort stellvertretender Vorsitzender der Linksfraktion. Bei der Europawahl 2024 trat De Masi als Spitzenkandidat an und ist seitdem fraktionsloser Abgeordneter des EU-Parlaments für das Bündnis Sahra Wagenknecht.

## Herkunft und Werdegang
Fabio De Masi ist der Sohn eines italienischen Gewerkschafters und einer deutschen Sprachlehrerin. Sein italienischer Großvater kämpfte als Partisan im Piemont für die Befreiung Italiens vom Faschismus. De Masis Vater war Fußball-Vertragsamateur beim SSC Neapel.
De Masi ging in Darmstadt zur Schule, bestand 2001 das Fachabitur und studierte anschließend Volkswirtschaftslehre an der Hamburger Universität für Wirtschaft und Politik. Er schloss das Studium 2005 mit dem Diplom ab. Im Jahre 2009 erwarb er einen Master in Internationalen Beziehungen an der Universität Kapstadt und 2013 einen Master in Internationaler Volkswirtschaftslehre an der Hochschule für Wirtschaft und Recht Berlin. Er war Stipendiat der Rosa-Luxemburg-Stiftung und des Deutschen Akademischen Austauschdienstes.
Im Jahre 2005 war er Assistent des Vorstands der  Unternehmensberatung Trade Point Germany e. V., von 2005 bis 2014 wissenschaftlicher Mitarbeiter im Deutschen Bundestag unter anderem bei Sahra Wagenknecht und von 2013 bis 2014 Lehrbeauftragter für Volkswirtschaftslehre an der Hochschule für Wirtschaft und Recht Berlin.
De Masi ist römisch-katholisch, Vater eines Sohnes und hat neben der deutschen die italienische Staatsbürgerschaft. Er lebt in Hamburg.

## Parteipolitik
De Masi war Mitglied der Partei Die Linke. Er gehörte dem Landesverband Hamburg und der Strömung Sozialistische Linke an. Im August 2018 war er Mitbegründer der Organisation Aufstehen und gehörte bis März 2019 deren Vorstand an.

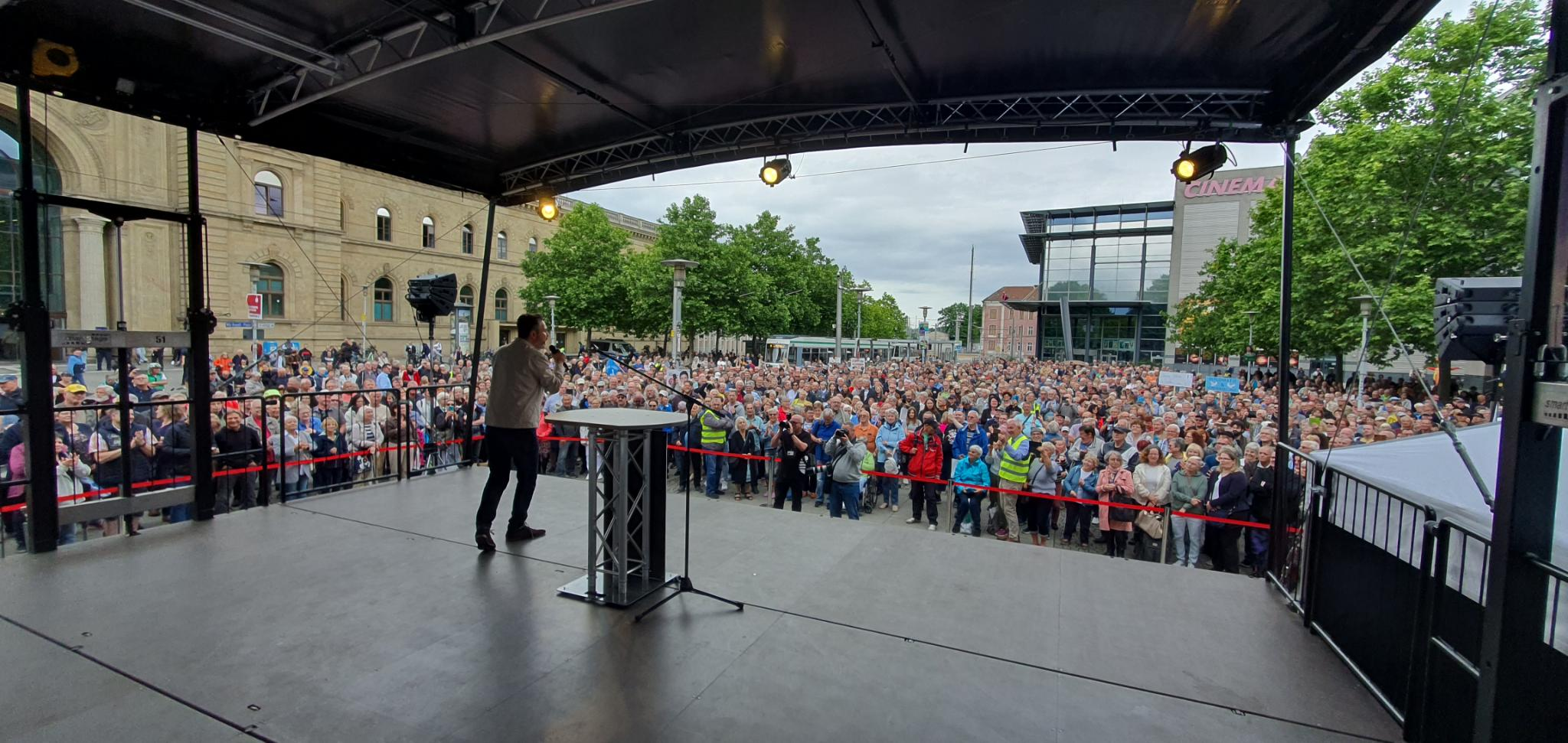
Fabio De Masi im Juni 2024 bei einer Wahlkampfkundgebung des BSW in Magdeburg

Im September 2022 erklärte De Masi im Kurznachrichtendienst Twitter seinen Austritt aus der Partei Die Linke. Er wolle „nicht mehr in Verantwortung für das eklatante Versagen der maßgeblichen Akteure in dieser Partei genommen werden.“ De Masi trat im Januar 2024 der Partei Bündnis Sahra Wagenknecht – Vernunft und Gerechtigkeit (BSW) bei. Als Hauptgrund nannte er die seiner Meinung nach desaströse Politik der Ampel, welche in eine Rezession hinein den Bundeshaushalt kürze. Damit sei die Bundesregierung „Erntehelferin der AfD“.

## Europäisches Parlament
Nachdem er bei der Europawahl 2009 erfolglos kandidiert hatte, wurde er bei der Europawahl 2014 in das Europäische Parlament für Die Linke gewählt. Er gehörte dem Parlament bis 2017 an und war Mitglied im Ausschuss für Wirtschaft und Währung. Er war zudem Vollmitglied des nach der sogenannten Luxemburg-Leaks-Affäre eingesetzten „Sonderausschusses zu Steuervorbescheiden und anderen Maßnahmen ähnlicher Art oder Wirkung“ (TAXE). Ab Juli 2016 war Fabio De Masi stellvertretender Vorsitzender des Untersuchungsausschusses des Europäischen Parlaments zu Geldwäsche sowie Steuerhinterziehung und -vermeidung (PANA), der nach dem Skandal um die Panama Papers eingerichtet wurde. Er war Mitglied der Delegation des Europäischen Parlaments für die Beziehungen zu Südafrika sowie stellvertretendes Mitglied der Delegation für die Beziehungen zu Indien. Außerdem war er bis Januar 2017 stellvertretendes Mitglied im Ausschuss für Verkehr und Fremdenverkehr (TRAN). Er gehörte der interfraktionellen Gruppe zu „Integrität: Transparenz, Korruptionsbekämpfung und organisierter Kriminalität“ an, die sich unter anderen für den gesetzlichen Schutz von Whistleblowern engagiert.
Bei der Europawahl 2024 kandidierte er auf Listenplatz 1 des BSW und erhielt erneut ein Mandat im Europäischen Parlament. Er ist in der 10. Legislaturperiode (2024–2029) als fraktionsloser Abgeordneter Mitglied im Ausschuss für Wirtschaft und Währung und stellvertretendes Mitglied im Ausschuss für internationalen Handel und im Unterausschuss für Steuerfragen. Er ist zudem Mitglied der Delegationen für die Beziehungen zu Südafrika und zum Panafrikanischen Parlament.

## Deutscher Bundestag
Bei der Bundestagswahl 2017 wurde er über Platz 1 der Hamburger Landesliste in den Deutschen Bundestag gewählt.
In der 19. Wahlperiode des Deutschen Bundestages war er stellvertretender Vorsitzender der Fraktion Die Linke im Bundestag, Leiter des Arbeitskreises Wirtschaft und Finanzen, finanzpolitischer Sprecher und Mitglied sowie Obmann seiner Fraktion im Finanzausschuss. Außerdem war er stellvertretender Vorsitzender der Deutsch-Britischen Parlamentariergruppe und der Parlamentariergruppe Südliches Afrika sowie Mitglied im Vorstand der Deutsch-Französischen Parlamentarischen Versammlung. Im Wirecard-Untersuchungsausschuss war er Obmann seiner Fraktion. De Masi war zudem stellvertretendes Mitglied im Ausschuss für die Angelegenheiten der Europäischen Union und dem Ausschuss für Wirtschaft und Energie.
Im Februar 2021 kündigte er an, bei der Bundestagswahl 2021 nicht erneut kandidieren zu wollen. Er veröffentlichte u. a. auf seiner persönlichen Facebook-Seite sowie der eigenen Website einen umfassenden offenen Abschiedsbrief an seine Kollegen in Parlament und Fraktion, an die Parteimitglieder von Die Linke und eine potenzielle deutsche Linken-Wählerschaft insgesamt, der in deutschsprachigen Medien viel beachtet wurde.

„Millionen Frauen im Niedriglohnsektor brauchen Schutz vor Ausbeutung und müssen sich täglich gegen Respektlosigkeiten und Übergriffe von Männern wehren. Auch viele dieser Frauen sind selbstbewusst, aber nicht immer geübt in geschlechtsneutraler Sprache. Bernie Sanders ist ein alter weißer Mann. Aber er hat sich ein Leben lang für anständige Löhne und eine Krankenversicherung für Millionen von Arbeiterinnen und Arbeitern in McJobs engagiert, die überwiegend von Latinos und Afroamerikanern verrichtet werden. Identität ist wichtig im Leben. Sie darf aber nicht dazu führen, dass nur noch Unterschiede statt Gemeinsamkeiten zwischen Menschen betont werden und sich nur noch ‚woke‘ Akademiker in Innenstädten angesprochen fühlen. Eine Politik, die nur noch an das Ego und die individuelle Betroffenheit, aber nicht mehr an die Gemeinschaft appelliert, ist auch Donald Trump nicht fremd.“

## Positionen

### Luxemburg Leaks
Die Luxemburg Leaks illustrieren nach De Masis Meinung „die Komplizenschaft der Regierungen der Europäischen Union (EU), die internationalen Konzernen wie Apple, Google & Co. durch aggressive Steuerplanung Mini-Steuersätze auf ihre Gewinne ermöglichen“. Die Bundesländer versuchten, Unternehmen und Vermögende mit schlechter Personalausstattung bei Betriebsprüfungen anzulocken. Das Land Hessen habe gar die erfolgreichsten Steuerprüfer mit falschen medizinischen Gutachten für verrückt erklärt. Zugleich aber kämpfe die Bundesregierung international erbittert gegen Transparenz im Steuerbereich. Die Ausweisung von Unternehmenskennzahlen wie Umsätzen, Gewinnen, Beschäftigten pro Land, die im Banken- und Rohstoffsektor gang und gäbe sei, werde mit Hinweis auf Wettbewerbsfähigkeit und Steuergeheimnis blockiert. Auch sei die öffentliche Einsicht in die durch Lux-Leaks bekannt gewordenen Steuervorbescheide verhindert worden, die ab 2017 in der EU endlich automatisch ausgetauscht werden sollten.

### Deutsche Exportüberschüsse
De Masi kritisiert die deutschen Exportüberschüsse und gab dem Standpunkt der Regierung Donald Trumps Recht. Deutschland lebe „dauerhaft vom Konsum der Anderen.“ Die üblichen Erklärungen wies er zurück: „Es können nun mal nicht alle gleichzeitig mehr exportieren – außer auf den Mars.“ Deutschland könne unter dem Mantel des unterbewerteten Euros „erfolgreich Trittbrett fahren. Die D-Mark hätte bei solchen Exportüberschüssen bereits kräftig aufgewertet.“ Das US-Gesetz gegen Währungsmanipulation sei nicht für eine Gemeinschaftswährung wie den Euro geschrieben.
Schon 2013 kritisierte De Masi die chronischen Exportüberschüsse Deutschlands auch als Ursache der „so genannten“ Euro-Krise.

## Auszeichnung
Fabio De Masi wurde 2017 einer der Global Tax 50 der International Tax Review, mit denen die Zeitschrift die ihrer Ansicht nach „weltweit 50 einflussreichsten Personen, Organisationen oder Entwicklungen im Bereich der Steuerpolitik“ auszeichnet.

## Funktionen in Organisationen
De Masi war Mitglied im Beirat der Rosa-Luxemburg-Stiftung und ist Beirat beim Verein Berliner Steuergespräche. Er ist Mitglied im Expertengremium der Digital Euro Association.
Im Dezember 2021 wurde De Masi ehrenamtlicher Fellow der Bürgerbewegung Finanzwende, wo er sich vor allem mit Finanzkriminalität beschäftigt.

## Klage zur WDR-SendungWahlarena 2024 Europa
Das Bündnis Sahra Wagenknecht (BSW) erklagte sich die Teilnahme von Fabio De Masi an der Sendung Wahlarena 2024 Europa des Westdeutschen Rundfunks (WDR) am 6. Juni 2024, nachdem es keine Einladung erhalten hatte. Der WDR begründete die Nichteinladung damit, dass nur Vertreter bereits nennenswert im Europäischen Parlament vertretener Parteien eingeladen würden. Am 5. Juni 2024 entschied das Oberverwaltungsgericht für das Land Nordrhein-Westfalen, dass ein Vertreter des BSW teilnehmen dürfe. Das Gericht begründete dies damit, dass „das mitgeteilte Sendungskonzept die Nichtberücksichtigung der Antragstellerin nicht rechtfertigt“.